# الانتخابات الإسبانية العامة 1933
أُجريت انتخابات الهيئة التشريعية الإسبانية (كورتيس خينراليز) في 19 نوفمبر 1933 لجميع مقاعده البالغة 473 مقعدًا في كورتيس بغرفة واحدة للجمهورية الإسبانية الثانية. ففي الانتخابات السابقة لسنة 1931 تم التصديق على دستور جديد، حيث أضاف حق تصويت النساء ليشمل حوالي ستة ملايين امرأة. وقد انهار التحالف الجمهوري-الاشتراكي الحاكم، وبدأ الحزب الجمهوري الراديكالي يقود اليمين السياسي الموحد حديثًا.
شكل اليمين ائتلافًا انتخابيًا حسب شروط النظام الانتخابي الجديد الذي سُنَْ في وقت سابق من العام. وقد فاز الحزب الاشتراكي العمالي الإسباني (PSOE) بـ 59 مقعدًا فقط. بينما حصل الحزب الكاثوليكي المحافظ المشكل حديثًا الاتحاد الإسباني لليمين المستقل (Confederación Española de Derechas Autónomas أو CEDA) على 115 مقعدًا والراديكاليين 102. استفاد اليمين من خيبة أمل الكاثوليك وغيرهم من المحافظين من الحكومة. فقامت CEDA بحملة لإلغاء الإصلاحات التي أجريت في ظل الجمهورية، وعلى إطلاق سراح السجناء السياسيين. فضل الأناركيون الامتناع عن التصويت، فساعد ذلك اليمين على تحقيق انتصار كبير على اليسار في الانتخابات.

## نظرة عامة
مكنت انتخابات يونيو 1931 الغالبية العظمى من الجمهوريين والاشتراكيين من الهيمنة على الكورتيس، حيث نال الحزب الاشتراكي العمالي الإسباني على 116 مقعدًا والحزب الجمهوري الراديكالي على 94 مقعدا. كان الوضع المالي للدولة ضعيفًا، مما أثار إعادة توزيع الثروة التي دعمتها الحكومة الجديدة انتقادات الأثرياء. حاولت الحكومة أيضًا معالجة الفقر في المناطق الريفية بجعل العمل اليومي ثمان ساعات في اليوم وتوفير الأمن الوظيفي لعمال المزارع، مما أثار انتقاد الملاك.
تفرعت المعارضة البرلمانية الفعالة إلى ثلاث مجموعات. تضمنت الأولى الحركات الكاثوليكية مثل الرابطة الكاثوليكية للدعاية (Asociación Católica de Propagandistas). أما الثانية فكانت المنظمات التي دعمت الملكية، مثل تحديث إسبانيا والكارليين، الذين أرادوا رؤية إطاحة الجمهورية الجديدة بانتفاضة عنيفة. أما المجموعة الثالثة فهي المنظمات الفاشية. وأُجبِر أعضاء من الاتحاد الوطني للعمل (CNT) ممن يرغب بالتعاون مع الجمهورية على الخروج من اللاتحاد الذي استمر في معارضة الحكومة. وحظيت أحزاب المعارضة بدعم الكنيسة التي رفضت الدستور الجديد بسبب احتوائه على بنود المثيرة للجدل، حيث هدف بعضها إلى الحد من تأثير الكنيسة الكاثوليكية. كان الدستور إصلاحيًا وليبراليًا وديمقراطيًا في طبيعته، ورحب به الائتلاف الجمهوري الاشتراكي لكنه عارضه ملاك الأراضي والصناعيون والكنيسة المنظمة وضباط الجيش. أجبر الكاثوليك الأسبان على رفض الحكومة لمعارضتهم الإصلاحات التعليمية والدينية. وانتقدت الصحافة تصرفات الحكومة باعتبارها وحشية وغير عادلة وفاسدة.
في أكتوبر 1931 استقال رئيس الوزراء نيكيتو الكالا زامورا وخلفه مانويل أثانيا. إلا أن زعيم الحزب الراديكالي أليخاندرو ليروكس عارض ذلك حيث حوّل دعم حزبه إلى المعارضة. ترك هذا أثانيا معتمداً على الاشتراكيين الذين كانوا ينتقدون الحكومة ومعهم اليمين المحافظ. وإن واصل الاشتراكيون دعم أثانيا إلا أن اليسار أصبح متشظيا، بينما اتحد اليمين في الاتحاد الإسباني لليمين المستقل الذي اعتمد الفاشية سرا. وفي 1 أكتوبر 1933 انهارت الحكومة. فطلب الرئيس الكالا زامورا، من الجمهوري مارتينيز باريو تشكيل حكومة جديدة في 8 أكتوبر، حيث حصرت مهمتها بالدعوة إلى إجراء انتخابات جديدة في 19 نوفمبر 1933.

## الانتخابات
قسمت إسبانيا في 1931 إلى دوائر متعددة الأعضاء. على سبيل المثال: كان لدى مدريد 17 ممثلاً. ويمكن لكل ناخب التصويت بأقل من ذلك إلى حد ما: وتفضل الائتلافات عدد 13 كما في مدريد، عندما فاز الاشتراكيون بـ 13 عضوا واليمين مع أقل من 5000 صوت فقط حصل فقط على الـ 4 المتبقية. تم تمرير هذا النظام في عام 1933 أضحى هناك جولتان من التصويت. كانت الـ 40٪ من الأصوات ضرورية في الجولة الأولى للفوز. في حال عدم وصول قائمة المرشحين إلى 40٪، ستكون الجولة الثانية مع الذين حققوا أعلى من 8٪ في الجولة الأولى. وتلك هي أول انتخابات في إسبانيا نالت النساء حق التصويت حسب الدستور الجديد. أضاف هذا 6,800,000 ناخب جديد.
دخلت الأحزاب اليسارية الحاكمة تلك الانتخابات وهي منقسمة على نفسها. بينما شكل اليمين السياسي اتحاد اليمين الذي ضم حزب سيدا ومعه الأحزاب الزراعية والتقليديين. برنامجه كان قائما على ثلاث نقاط: فحص الإصلاحات الدينية والاجتماعية ومراجعتها عند الحاجة؛ وإلغاء الإصلاح الزراعي؛ وإطلاق سراح السجناء السياسيين. دفعت تلك الأحزاب بموارد ضخمة لحملتها، حيث وزعت عشرة ملايين منشور و300,000 ملصق وعناوين إذاعية وسينمائية وإلقاء المنشورات جوا. ودعوا الكاثوليك إلى الدفاع عن النظام والدين ضد الجمهورية البرجوازية. قام الحزب الراديكالي بحملة ضد الاشتراكيين في المقام الأول، لأنهم بحاجة إلى مساعدة من اليمين السياسي في الحكومة. استخدموا شعارات النداء الشامل مثل "الجمهورية والنظام والحرية والعدالة الاجتماعية والعفو"، وكانوا واثقين بعد النجاحات التي تحققت على المستوى البلديات في 1933. دعا الفوضويون مثل CNT-FAI إلى الامتناع عن التصويت: السياسيون كانوا نسورا ويجب الإطاحة بهم عن طريق الثورة. لو كان اليمين هو الفائز في الانتخابات لكانت هناك انتفاضة كما وعدوا بها. وبالتالي يجب على الفوضويين عدم التصويت لصالح اليسار، لأن الإطاحة بالحكومة اليمينية سيكون أفضل.
أجريت الانتخابات في 19 نوفمبر 1933. عقدت الجولة الثانية من التصويت في ستة عشر دائرة انتخابية في 3 ديسمبر. لم تخل الحملة والانتخابات من العنف. فقُتل ثمانية وعشرون شخصًا وأصيب الكثيرون بجروح.

## النتائج
أنتجت الانتخابات فوز اليمين الساحق، حيث فازت CEDA والراديكاليون معًا بـ 219 مقعدًا. على الرغم من تعقيدات الوضع السياسي، إلا أن أحزاب اليمين نالت حوالي 3,365,700 صوتًا، وأحزاب الوسط 2,051,500 صوتًا، واليسار بـ 3,111,000 وفقا لإحدى التقديرات. بلغت نسبة المشاركة حوالي 8,535,200 صوت أي 67.5٪ من الناخبين. لقد شارك اليمين متحدا وأنفق أكثر بكثير على حملته الانتخابية من الاشتراكيين. وصوتت النساء في أول انتخابات لهن لصالح يمين الوسط. لاحظ جوليان كازانوفا أنه على الرغم من أن بعض الجمهوريين والاشتراكيين قد رفضوا في 1931 حق المرأة في التصويت على أساس أنها ستقدم أصواتها لليمين، فإن فوز اليمين سنة 1933 كان نتيجة لتحول سياسي يميني عام، بدلاً من مسؤولية التصويت الإناث. في هذا الوقت لم يكن الحزب الشيوعي الذي ضم ربما 3000 عضوا بتلك القوة. فاز الباسك القومي بـ 12 مقعدًا من مقاعد الباسك السبعة عشر، وهو نصر كبير. وفاءً بوعدها أعلنت CNT ثورتها. وهناك أسباب كثيرة لخسارة الاشتراكيون والجمهوريون؛ فصوت الإناث وحده لا يكفي. لأن من أهمها تفكك اليسار السياسي أمام اليمين، في نظام كان يفضل الائتلافات الواسعة. وأيضًا انتقال الراديكاليون وأنصارهم إلى اليمين. وعرقل التطرف المرشحين الاشتراكيين والجمهوريين. وبشكل عام تغير النظام السياسي في إسبانيا تغييرا كبيرا بعد الانتخابات الأخيرة.
حاول اليساريون الجمهوريون والاشتراكيون الضغط على نيكيتو ألكالا زامورا رئيس الجمهورية لإلغاء نتائج الانتخابات. ولم يطعنوا في نتائج الاقتراع ولكن رفضوا فوز يمين الوسط؛ لقد جادلوا بأن الجمهورية كانت مشروعًا يساريًا ولذا يجب السماح للأحزاب اليسارية فقط بالحكم. والتزمت CEDA برفضها العنف واتباعها قواعد الجمهورية؛ يلاحظ باين أنه على الرغم من أنها فقدت ستة أعضاء خلال الحملة بسبب عنف اليسار، إلا أنها لم ترد بالمثل. ومع ذلك ذكر باين بأنها أصرت على إجراء تغييرات دستورية على الجمهورية من شأنها أن تجعل الدولة أكثر تحفظًا وكاثوليكية بطبيعتها، والتي يقارنها اليسار السياسي بالفاشية.
عهد رئيس الجمهورية نيكيتو الكالا زامورا بتشكيل الحكومة إلى أليخاندرو ليروكس، الذي اعتمد على دعم حزب سيدا. وذلك لأن زامورا كان قلقًا من تكون لسيدا ميولا استبدادية وبالتالي اقترح بدلاً من ذلك حكومة وسطية يديرها ليروكس معتمدة على دعم CEDA، وهو ما قبله جيل روبلز. قامت CNT بمحاولة تمرد في ديسمبر، قُتل فيها ما يقرب من مائة شخص وجُرح أكثر من مائة آخرين، إلا أن جميع القتلى كانوا من المتمردين.

## توزيع المقاعد
النتائج كانت كالتالي:
| → الانتخابات في إسبانيا، 19 نوفمبر 1933 ← |                                                              |           |          |      |  |  |  |  |  |  |
|                                           | الحزب                                                        | المقاعد   | النسبة % | +/-  |  |  |  |  |  |  |
|                                           | الاتحاد الإسباني لليمين المستقل (CEDA)                       | 115 / 473 | 24,3     | —    |  |  |  |  |  |  |
|                                           | الحزب الجمهوري الراديكالي (PRR)                              | 102 / 473 | 21,6     | ▲ 12 |  |  |  |  |  |  |
|                                           | الحزب الاشتراكي العمالي الإسباني (PSOE)                      | 59 / 473  | 12,5     | ▼ 56 |  |  |  |  |  |  |
|                                           | Partido Agrario Español (PAE)                                | 30 / 473  | 6,3      | ▲ 15 |  |  |  |  |  |  |
|                                           | المجموعة الإقليمية لكاتالونيا                                | 24 / 473  | 5,1      | ▲ 22 |  |  |  |  |  |  |
|                                           | كارلية (CT)                                                  | 20 / 473  | 4,2      | ▲ 16 |  |  |  |  |  |  |
|                                           | اليسار الجمهوري لكتالونيا (ERC)                              | 17 / 473  | 3,6      | ▼ 12 |  |  |  |  |  |  |
|                                           | الحزب الجمهوري المحافظ (PRC)                                 | 17 / 473  | 3,6      | ▲ 4  |  |  |  |  |  |  |
|                                           | Renovación Española (RE)                                     | 14 / 473  | 3,0      | —    |  |  |  |  |  |  |
|                                           | Independientes de derechas                                   | 13 / 473  | 2,7      | ▲ 9  |  |  |  |  |  |  |
|                                           | الحزب القومي الباسكي (PNV)                                   | 11 / 473  | 2,3      | ▲ 4  |  |  |  |  |  |  |
|                                           | Partido Republicano Liberal Demócrata (PRLD)                 | 9 / 473   | 1,9      | ▲ 5  |  |  |  |  |  |  |
|                                           | Partido Republicano Gallego (PRG)                            | 6 / 473   | 1,3      | ▼ 9  |  |  |  |  |  |  |
|                                           | حزب العمل الجمهوري (AR)                                      | 5 / 473   | 1,1      | ▼ 21 |  |  |  |  |  |  |
|                                           | Republicanos de centro independientes                        | 5 / 473   | 1,0      | ▼ 3  |  |  |  |  |  |  |
|                                           | Monárquicos Independientes                                   | 4 / 473   | 0,8      | —    |  |  |  |  |  |  |
|                                           | الحزب الجمهوري الديمقراطي الفيدرالي (PRDF)                   | 4 / 473   | 0,8      | ▼ 12 |  |  |  |  |  |  |
|                                           | Partido Republicano Radical Socialista Independiente (PRRSI) | 3 / 473   | 0,6      | —    |  |  |  |  |  |  |
|                                           | اليمين الجمهوري الليبرالي (PRP)                              | 3 / 473   | 0,6      | ▼ 22 |  |  |  |  |  |  |
|                                           | Unió Socialista de Catalunya (USC)                           | 3 / 473   | 0,6      | ▼ 1  |  |  |  |  |  |  |
|                                           | Partido Republicano de Centro                                | 2 / 473   | 0,4      | 0    |  |  |  |  |  |  |
|                                           | الحزب الشيوعي الإسباني (PCE)                                 | 1 / 473   | 0,2      | ▲ 1  |  |  |  |  |  |  |
|                                           | Partido Republicano Radical Socialista (PRRS)                | 1 / 473   | 0,2      | ▼ 60 |  |  |  |  |  |  |
|                                           | Partido Nacionalista Español (PNE)                           | 1 / 473   | 0,4      | —    |  |  |  |  |  |  |
|                                           | الفلانخي الإسبانية (FE)                                      | 1 / 473   | 0,4      | —    |  |  |  |  |  |  |
|                                           | Unió de Rabassaires                                          | 1 / 473   | 0,4      | ▲ 1  |  |  |  |  |  |  |
|                                           | Partido Regionalista de Mallorca (PRM)                       | 1 / 473   | 0,4      | —    |  |  |  |  |  |  |
|                                           | Independientes pro-estatuto de Estella                       | 1 / 473   | 0,4      | —    |  |  |  |  |  |  |
|                                           |                                                              |           |          |      |  |  |  |  |  |  |
|                                           | المجموع                                                      | 473       | 100,00   | ▲ 3  |  |  |  |  |  |  |

## معلومة
1. ↑  انظر أيضا: es:Asociación Católica de Propagandistas (بالإسبانية)
2. ↑  Thomas (1961). p. 66. allocates 207 seats to the political right.